# Splachnobryum aquaticum
Splachnobryum aquaticum là một loài rêu trong họ Splachnobryaceae. Loài này được Müll. Hal. mô tả khoa học đầu tiên năm 1876.